# Маколей, Роза
Дама Эмили Роза Маколей (1 августа 1881 — 30 октября 1958) английская писательница, награждена орденом Британской империи. Одним из самых известных романов Маколей является «The Towers of Trebizond», история о небольшой англо-католической группе людей, пересекающей Турцию на верблюдах. Отчасти вдохновением на написание романов Маколей послужили работы Вирджинии Вулф, она также писала их в жанре биографии и путевых заметок.

## Ранние годы и образование
Маколей родилась 1 августа 1881 года в Рагби, графство Уорикшир, в семье историка Джорджа Кэмпбелла Маколая и его супруги Грейс Мэри (в девичестве Конибир). Роза получила образование в Оксфордской средней школе для девочек, позже изучала современную историю в колледже Сомервиль при Оксфордском университете.

## Карьера
Окончив Сомервиль, Маколей жила с родителями в пригороде Аберистуита, Уэльс. Здесь она начала писать свой первый роман Abbots Verney, который вышел в свет в 1906 году. Позже также были выпущены The Lee Shore (1912), Potterism (1920), Dangerous Ages (1921), Told by an Idiot (1923), And No Man’s Wit (1940), The World My Wilderness (1950) и The Towers of Trebizond (1956). Среди ее произведений также были научно-популярные работы: They Went to Portugal, Catchwords and Claptrap, биография Джона Мильтона и Pleasure of Ruins. Большое влияние на творчество Маколей оказали Вирджиния Вулф и Анатоль Франс.
Во время Первой мировой войны Маколей работала в британском отделе пропаганды, затем была медсестрой, а еще позже гражданским служащим в Военном министерстве. Входила в число основателей пацифистской организации «Союз клятвы мира».
Последний автобиографический роман The Towers of Trebizond, с тоскливым юмором и глубокой печалью показывающий влечение мистического христианства и непоправимый конфликт между прелюбодейной любовью и требованиями христианской веры, принято считать шедевром ее творчества. За него в 1956 году Маколей была удостоена мемориальной премии Джеймса Тейта Блэка.

## Личная жизнь
Маколей никогда не относила себя просто к христианам, как видно в работах, она видела более сложный мистический смысл Божественного. В 1953 году она пришла в англиканскую церковь. Хотя до этого она была ярым секуляристом и даже позволяла себе относиться к христианству в своих романах сатирически. Замуж она так и не вышла.
У нее был роман с Джеральдом О’Донованом, писателем и бывшим священником-иезуитом. Они познакомились в 1918 году, их отношения продолжались вплоть до его смерти, 1942 года.
31 декабря 1957 года на праздновании Нового 1958 года она была назначена кавалером ордена Британской империи. А всего десять месяцев спустя 30 октября 1958 года умерла в возрасте 77 лет.